# Azyl (film 1978)
Azyl – polski film psychologiczno-obyczajowy z 1978 roku w reżyserii i według scenariusza Romana Załuskiego. Ekranizacja powieści Puszcza autorstwa Jerzego Putramenta.
Zdjęcia do filmu kręcono w następujących lokacjach: Karwica Mazurska (przystanek kolejowy), leśniczówka nad Jeziorem Nidzkim, budynek Nadleśnictwa Spychowo przy ul. Mazurskiej.

## Opis fabuły
Były żołnierz Armii Krajowej, Bogdan Piotrowski, osiedla się na Mazurach w leśniczówce Momajny w małym miasteczku. Szuka tam spokoju, pragnie zapomnieć o dramacie wojennym. Odnajduje tam dawną miłość, Irenę, która jest już mężatką. Jednak Bogdan i Irena nadal się kochają i wdają się w romans. Wkrótce kobieta chce zakończyć ten związek, chociaż jest w ciąży z kochankiem.
Tymczasem Bogdan staje się poważanym obywatelem, bohatersko broni leśniczówki przed bandytami, jednak w czasie dramatycznej strzelaniny ginie jego matka.

## Obsada
- Marek Frąckowiak jako Bogdan Piotrowski
- Zofia Rysiówna jako Matka Bogdana
- Ewa Lemańska jako Irena Wawrzyniakowa, miłość Piotrowskiego
- Maria Kaniewska jako Kozłowska
- Zofia Bajuk jako Błędkowa
- Wacław Kowalski jako leśniczy Hryncewicz
- Jerzy Łapiński jako szabrownik Błędek
- Zygmunt Malawski jako Krupowicz, nadleśniczy w Momajnach
- Stanisław Michalski jako nowy komendant posterunku w Momajnach
- Stanisław Niwiński jako Władysław Wawrzyniak, mąż Ireny, naczelnik zarządu lasów
- Wirgiliusz Gryń jako komendant posterunku w Momajnach
- Andrzej Krasicki jako Kępny, gość u Wawrzyniaków
- Witold Pyrkosz jako szabrownik Ignac Żera
- Franciszek Trzeciak jako plutonowy
- Adolf Chronicki jako Kozłowski
- Ferdynand Matysik jako protokołujący porucznik
- Ryszard Ronczewski jako mężczyzna w szynelu